# Guacolda-Leftrarú
Leftrarú y Guacolda son un par de supercomputadoras manufacturadas por Hewlett-Packard (actualmente Hewlett Packard Enterprise) y Dell EMC respectivamente, e instaladas en el Laboratorio Nacional de Computación de Alto Rendimiento (NLHPC), en el Centro de Modelamiento Matemático de la Universidad de Chile, siendo en conjunto la supercomputadora más potente de Chile, y una de las tres más poderosas de Sudamérica. Está destinada a las necesidades de cómputo de alto rendimiento por parte de las diversas organizaciones científicas y académicas del país.
Fueron nombradas en honor a Lautaro (el líder militar mapuche) y a Guacolda (la mujer de Lautaro según la mitología).

## Historia
El Centro de Modelamiento Matemático de la Universidad de Chile, junto con otras universidades, propusieron a CONICYT en 2010 la creación del Laboratorio Nacional de Computación de Alto Rendimiento (NLHPC por sus siglas en inglés), el cual se dedicaría a la investigación a través de la supercomputación.[cita requerida]
En el 2014, inaugura su supercomputadora Leftrarú, compuesta por nodos provistos por Hewlett-Packard, proveyendo un rendimiento teórico de 50 teraflops en sus inicios, actualmente rindiendo 70 teraflops. En enero de 2020 se le une Guacolda, cuyo hardware es provisto por Dell EMC, entregando un rendimiento teórico de 196 teraflops.

## Especificaciones técnicas
Al momento de la inauguración de Guacolda, la supercomputadora conjunta posee 5.236 núcleos y un rednimiento teórico de 266 teraflops. Están compuestos por nodos Hewlett-Packard serie SL200 y Dell EMC series PowerEdge C6420 y R740.

### Leftrarú
| Fabricante            | Hewlett-Packard                                 | Hewlett-Packard                                 |
| Nodos                 | 128 nodos HP SL230                              | 2 CPU Intel Xeon E5-2660 v2 c/u                 |
| Nodos                 | 4 nodos HP SL250                                | 2 CPU Intel Xeon E5-2660 v2 c/u                 |
| Núcleos de CPU        | 2.640                                           | 2.640                                           |
| Coprocesadores        | 12 Intel Xeon Phi 5110p                         | 2 TFlops c/u                                    |
| Memoria               | 6,4 TB de RAM                                   | 6,4 TB de RAM                                   |
| Almacenamiento        | 274 TB de almacenamiento Lustre (DDN EXAScaler) | 274 TB de almacenamiento Lustre (DDN EXAScaler) |
| Rendimiento           | 50 TFlops teórico                               | 50 TFlops teórico                               |
| Conectividad          | Infiniband FDR a 56 Gbps                        | Infiniband FDR a 56 Gbps                        |
| Sistema operativo     | Linux[cita requerida]                           | Linux[cita requerida]                           |
| Fecha de inauguración | 18 de junio de 2014                             | 18 de junio de 2014                             |

### Guacolda
| Fabricante            | Dell EMC                                        | Dell EMC                                                            |
| Nodos                 | 48 nodos Dell PowerEdge C6420                   | 2 CPU Intel Xeon 6152 y 192 GB de RAM c/u                           |
| Nodos                 | 9 nodos Dell PowerEdge C6420                    | 2 CPU Intel Xeon 6152 y 768 GB de RAM c/u                           |
| Nodos                 | 2 nodos Dell PowerEdge R740                     | 2 CPU Intel Xeon 6152, 192 GB de RAM, y 2 GPU Nvidia Tesla V100 c/u |
| Núcleos de CPU        | 2.596                                           | 2.596                                                               |
| Memoria               | 16,5 TB de RAM                                  | 16,5 TB de RAM                                                      |
| Almacenamiento        | 312 TB de almacenamiento Lustre (DDN EXAScaler) | 312 TB de almacenamiento Lustre (DDN EXAScaler)                     |
| Rendimiento           | 196 TFlops teórico                              | 196 TFlops teórico                                                  |
| Conectividad          | Infiniband FDR a 56 Gbps                        | Infiniband FDR a 56 Gbps                                            |
| Sistema operativo     | Linux[cita requerida]                           | Linux[cita requerida]                                               |
| Fecha de inauguración | 15 de enero de 2020                             | 15 de enero de 2020                                                 |

## Organizaciones asociadas al NLHPC
- Universidad de Chile
- Pontificia Universidad Católica de Chile
- Universidad de Santiago
- Universidad Austral
- Universidad Católica del Norte
- Universidad de la Frontera
- Universidad de la Serena
- Universidad de Talca
- Universidad del Bío-Bío
- Universidad Técnica Federico Santa María
- Observatorio AURA en Chile
- Centro Interdisciplinario de Neurociencia de Valparaíso
- Fundación Ciencia y Vida
- Inria Chile